# Valladolid (Negros Occidental)
Valladolid è una municipalità di quarta classe delle Filippine, situata nella Provincia di Negros Occidental, nella regione di Visayas Occidentale. Dista 31 km dalla capitale della regione, Bacolod.
Valladolid è formata da 16 baranggay:
- Alijis
- Ayungon
- Bagumbayan
- Batuan
- Bayabas
- Central Tabao
- Doldol
- Guintorilan
- Lacaron
- Mabini
- Pacol
- Palaka
- Paloma
- Poblacion
- Sagua Banua
- Tabao Proper